# Bartosz Bereszyński
Bartosz Bereszyński, né le 12 juillet 1992 à Poznań en Pologne, est un footballeur international polonais. Il occupe actuellement le poste d'arrière droit. Il est le fils de Przemysław Bereszyński, triple champion de Pologne avec le Lech Poznań dans les années 1990.

## Biographie

### Ses débuts à Poznań, au Lech puis au Warta
Joueur du Lech Poznań à partir de 2008, Bartosz Bereszyński brûle les étapes dans sa formation. Après avoir signé un contrat professionnel en janvier 2010, il est intégré un mois plus tard au groupe principal, avec Jarosław Ratajczak. Avec le numéro onze sur le dos, il fait ses débuts avec l'équipe première le 21 mars contre le Jagiellonia Białystok, à l'âge de 17 ans, entrant sur le terrain en fin de match à la place de Semir Štilić. Une semaine plus tard, il récidive face à l'Odra Wodzisław Śląski. Ces deux matches lui valent le droit de recevoir le trophée de champion de Pologne gagné par son club.
De retour par la suite au sein de l'équipe réserve, il marque quelques buts mais ne parvient pas à revenir au plus haut niveau lors de la saison 2010-2011.
À l'été 2011, Bartosz Bereszyński est prêté chez le voisin, le Warta Poznań, pensionnaire de deuxième division. Dans ce club de milieu de tableau, le jeune footballeur joue une trentaine de matches, mais ne marque qu'un but, un faible total pour un attaquant. En fin de saison, il revient au Lech.
Dirigé par un nouvel entraîneur, Bereszyński y est utilisé lors des fins de rencontres. C'est dans cette configuration qu'il marque son premier but en première division, le 26 novembre contre le Podbeskidzie Bielsko-Biała.

### Transfert surprise au Legia Varsovie

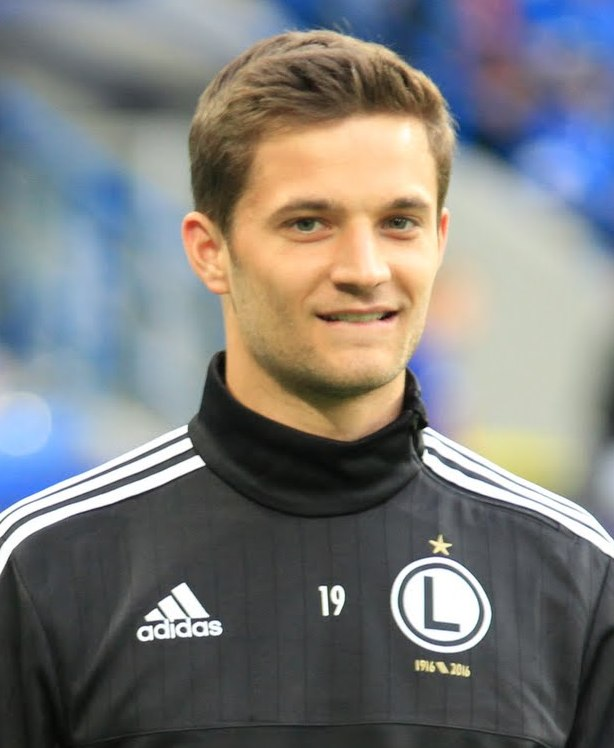
Bartosz Bereszyński en 2015 avec le Legia.

Le 18 janvier 2013, Bartosz Bereszyński, qui avait plus tôt dans la saison refusé la prolongation de contrat proposée par les dirigeants du Lech Poznań, choisit de s'engager pour trois ans avec le Legia Varsovie, à l'origine à partir de juin 2013, période lors de laquelle son contrat avec le Lech doit prendre fin. Finalement, le 28 janvier, les deux clubs s'entendent sur un transfert immédiat.
Sous la direction de Jan Urban, il est vite replacé au poste de latéral droit, et après douze matches disputés pour la plupart en tant que titulaire, devient pour la deuxième fois champion de Pologne, devant son ancien club.

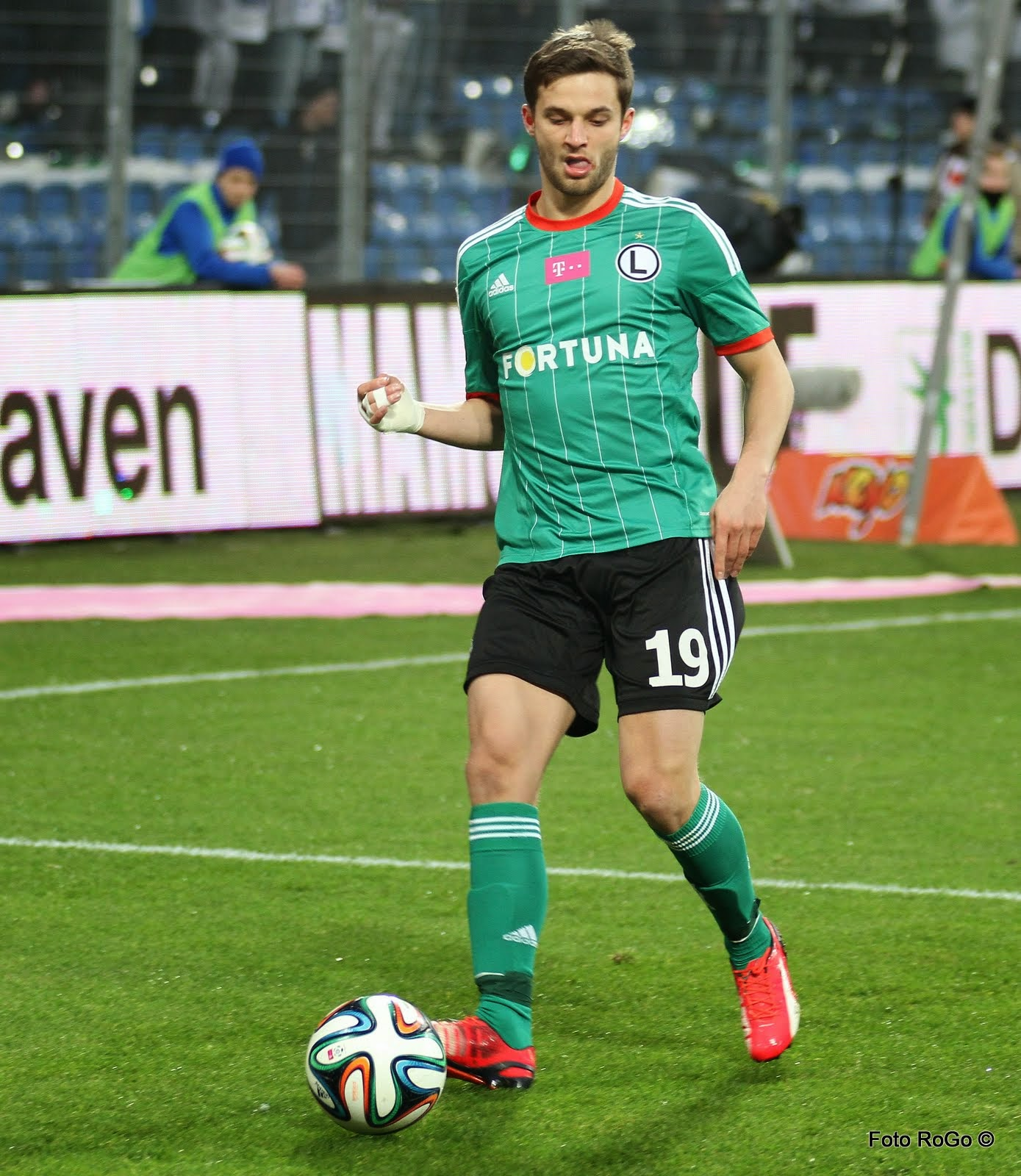
En 2015 avec le Legia.

Lors de la saison 2013-2014, le jeune Polonais joue toujours autant, malgré une blessure musculaire qui le prive de quelques mois de compétition. Titulaire vingt-six fois sur vingt-sept, il remporte une nouvelle fois le championnat avec le Legia.
La saison suivante, Bartosz Bereszyński se trouve malgré lui au cœur d'une polémique : entré en jeu à trois minutes de la fin du match retour contre le Celtic FC lors du troisième tour de qualification de la Ligue des champions, et alors que son équipe mène six buts à un sur l'ensemble des deux rencontres, il provoque la disqualification du Legia. En effet, il n'avait pas été intégré au groupe auprès de l'UEFA pour le tour précédent et n'avait donc pas purgé entièrement sa suspension européenne. Victime par la suite d'une fracture du métatarse en septembre 2014, il perd peu à peu sa place au profit de Łukasz Broź, international lui aussi.

### Sampdoria
Le 4 janvier 2017, lors du mercato hivernal, Bartosz Bereszyński rejoint l'Italie afin de s'engager en faveur de la Sampdoria de Gênes.

### Prêts
Le 7 janvier 2023, Bartosz Bereszyński est prêté jusqu'à la fin de la saison au SSC Naples.
Le 22 août 2023, Bereszyński est de nouveau prêté, cette fois-ci à l'Empoli FC pour une saison.

### Retour à la Sampdoria
Bereszyński retourne à la Sampdoria pour la saison 2024-2025, alors que le club évolue en Serie B.
Il quitte la Sampdoria librement à la fin de son contrat en juin 2025.

### En sélection
Seulement deux jours après la fin de la saison 2012-2013, Bereszyński enfile pour la première fois le maillot de l'équipe nationale de Pologne, face au Liechtenstein. Il dispute la deuxième période, et la Pologne remporte le match sur le score de deux buts à zéro.
Le 4 juin 2018, il est sélectionné par Adam Nawałka pour participer à la Coupe du monde 2018.
Il est retenu par le sélectionneur Paulo Sousa pour disputer l'Euro 2020,.
Le 10 novembre 2022, il est sélectionné par Czesław Michniewicz pour participer à la Coupe du monde 2022.
Le 8 juin 2024, il figure dans la liste des 26 joueurs polonais retenus par Michał Probierz pour participer à l'Euro 2024. 

## Palmarès
- Champion de Pologne : 2010, 2013, 2014, 2016 et 2017.
- Champion d'Italie : 2023.